# The Great Radio Controversy
The Great Radio Controversy är Teslas andra studioalbum, utgivet den 1 februari 1989. Bandet slog igenom med detta album. Skivan innehåller tre hits, "Love Song", "Heaven's Trail (No Way Out)" och "Hang Tough". Powerballaden "Love Song" nådde tionde plats på USA-listan.

## Låtförteckning
1. "Hang Tough" (Jeff Keith, Tommy Skeoch, Frank Hannon, Brian Wheat)
2. "Lady Luck" (Keith, Skeoch, Hannon, Wheat)
3. "Heaven's Trail (No Way Out)" (Keith, Skeoch)
4. "Be a Man" (Keith, Hannon, Skeoch)
5. "Lazy Days, Crazy Nights" (Keith, Skeoch)
6. "Did It for the Money" (Keith, Skeoch, Hannon)
7. "Yesterdaze Gone" (Keith, Hannon)
8. "Makin' Magic" (Keith, Skeoch, Hannon, Wheat)
9. "The Way It Is" (Keith, Troy Luccketta, Skeoch, Hannon)
10. "Flight to Nowhere" (Keith, Skeoch, Hannon, Wheat)
11. "Love Song" (Keith, Hannon)
12. "Paradise" (Keith, Wheat, Hannon)
13. "Party's Over" (Keith, Hannon, Skeoch)